# Haute Route

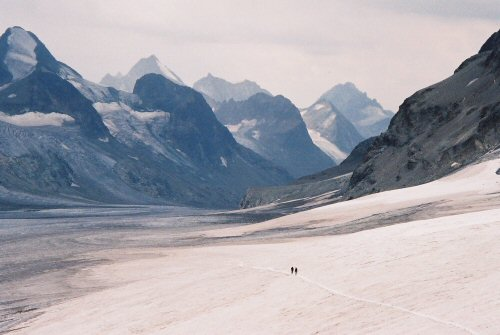
Teil der Haute Route (Otemmagletscher) mit zwei Alpinisten auf dem Weg

Haute Route ist der Name einer internationalen hochalpinen, mehrtägigen Wander- und Skidurchquerung, die durch die Walliser Alpen von Chamonix (Frankreich) bis nach Zermatt (Schweiz) führt. Sie lässt sich über den Adlerpass bis nach Saas Fee verlängern, was unter guten Verhältnissen einen Tag mehr erfordert.

## Geschichte
Die Route wurde Mitte des 19. Jahrhunderts zunächst als Sommerroute durch die Mitglieder des Alpine Club bekannt gemacht. Sie umfasst mindestens 12 Wandertage oder mindestens 7 Skitage, an denen die 180 km von Chamonix mit dem Mont Blanc bis zum Matterhorn (Zermatt) zurückgelegt werden.
Weil die Route ursprünglich von einem englischen Club erwandert wurde, titulierte man sie als The High Level Route.
Allerdings wurde dies sofort ins Französische übertragen, als der Weg erstmals 1903 auf Skiern bezwungen wurde. Der Franzose Michel Payot führte die erste Gruppe im Winter über die Haute Route. Einen Monat später folgten Robert Helbling und Friedrich Reichert, die von der vorangegangenen Durchquerung nichts wussten.
Die offizielle Bezeichnung Chamonix-Zermatt Haute Route mutierte in Teilen zur generischen Bezeichnung für beliebige mehrtägige alpine Hüttentouren.

## Strecke der Haute Route

### Hütten und Dörfer entlang der Strecke
- Le Tour, Frankreich
- Refuge Albert 1er
- Cabane du Trient (Trientgletscher und Ornygletscher)
- Champex-Lac, Schweiz
- Valsoreyhütte oder Chanrionhütte (Valsoreygletscher)
- Cabane des Vignettes, am oberen Ende des Val d’Arolla (Pigne d’Arolla).
- In der Nähe: Nacamuli-Hütte
- Arolla Dorf, Schweiz
- Bertolhütte (Col Bertol)
- Schönbielhütte
- Zermatt

Teilweise – nämlich von Arolla bis Zermatt – ist die Haute Route identisch mit dem alle zwei Jahre stattfindenden Skibergsteig-Rennen Patrouille des Glaciers, das aber in umgekehrter Richtung durchgeführt wird.

### Etappen
Die ganze Haute Route hat eine Länge von 94,3 km, führt über 6700 m Aufstieg und 8345 m Abstieg. Der niedrigste Punkt liegt auf 718 m. ü. M., der höchste Punkt auf 3776 m. ü. M. Diese Angaben beinhalten auch die Strecke Orsières–Verbier–Mont Fort, die üblicherweise mit dem Taxi und mit Bergbahnen zurückgelegt wird.
1. Etappe: Aiguille des Grands Montets – Glacier d’Argentière – Glacier du Chardonnet – Col du Chardonnet – Fenêtre du Saleinaz – Plateau du Trient – Cabane du Trient
2. Etappe: Cabane du Trient – Col des Ecandies – Val d’Arpette – Champex-Lac – Verbier (Taxi) – Cabane du Mont Fort (Bergbahn)
3. Etappe: Cabane du Mont Fort – Col de la Chaux – Col de Moming – Rosablanche – Cabane de Prafleuri
4. Etappe: Cabane de Prafleuri – Col de Roux – La Barma – Lac des Dix – Cabane des Dix
5. Etappe: Cabane des Dix – Col de la Serpentine – Pigne d’Arolla – Cabane des Vignettes
6. Etappe: Cabane des Vignettes – Col de l’Evèque – Col du Mont Brulé – Col de Valpelline - Zermatt

## „Walker’s Haute Route“: Ohne Gletscherüberquerungen

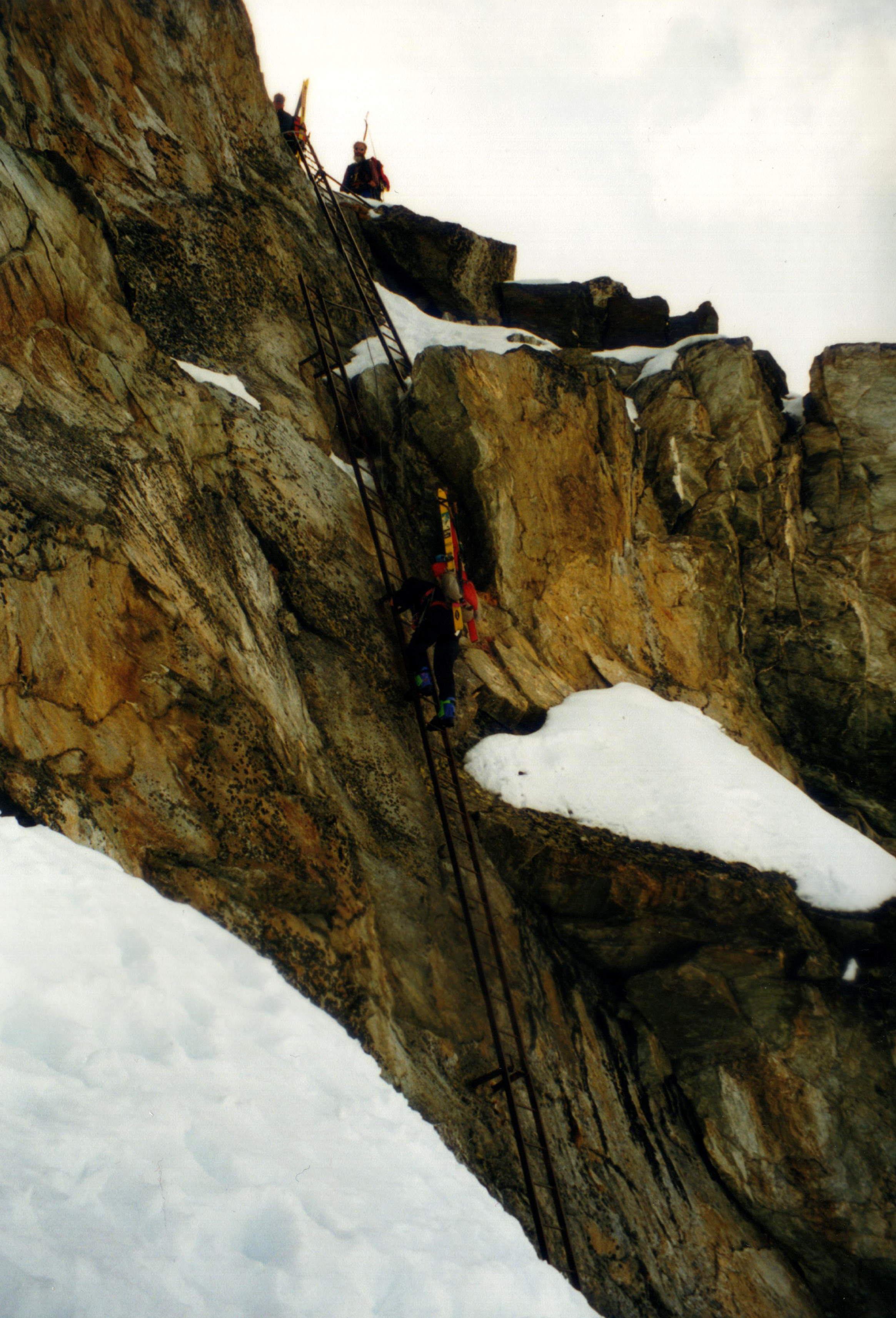
Der Pas de Chèvres im April 1999 mit der etwa 30 Meter langen Leiter

Diese Route führt weder über Schnee noch über Gletscher. Bergsteiger-Ausrüstung (Seilsicherung, Steigeisen) ist deshalb nicht notwendig, und es kann in Berghütten und Hotels übernachtet werden. Jede Tagesetappe dauert sechs bis sieben Stunden. Man benötigt für die Route rund 13 Tage und sie kann ab Mitte/Ende Juli begangen werden.
Liste der Dörfer bzw. Übernachtungsgelegenheiten auf der Route:
- Chamonix
- Argentière, via Col de Balme (2204 m) nach
- Trient VS, via Fenêtre d’Arpette (2665 m) nach
- Champex
- Sembrancher
- Bagnes
- Verbier, zur
- Cabane du Mont Fort. Via Col Termin (2048 m), Col Louvie (2921 m) und Col de Prafleuri (2987 m) zur
- Prafleuri-Hütte. Über den Col de Roux (2804 m) zum Lac des Dix, weiter über den Col de Riedmatten (2919 m) oder den Pas de Chèvres nach
- Arolla. Von Arolla bis
- Les Haudères ist mit 3–4 Stunden die kürzeste Etappe. Von dort oder La Sage über den Col de Tsaté zur
- Cabane de Moiry (wegen des Moirygletschers eine Sehenswürdigkeit), via Sorebois nach
- Zinal. Talabwärts wandern und über den Meidpass (2790 m) oder den Forcletta-Pass nach
- Gruben (Turtmanntal). Über den Augstbordpass (2893 m) nach
- Jungen und St. Niklaus Dorf. Talaufwärts nach
- Zermatt

Als Alternative kann die Tour um einen Tag verlängert werden, indem man bis Zermatt den höher gelegenen Europaweg benutzt und in der Europahütte übernachtet. Eine weitere Wegvariante führt von St. Niklaus Dorf bzw. Jungen über den Weisshornweg zur Topalihütte und nach Randa, dann hinauf zum Europaweg und zur Europahütte oder von Randa direkt nach Zermatt.

## Unglücke

### Unglück vom 29. April 2018
Am 29. April 2018 erfroren sieben Alpinisten einer Zehnergruppe auf der 5. Etappe zur Cabane des Vignettes. Während eines orkanartigen Sturms verloren sie die Orientierung, irrten zusammen mit einer weiteren verirrten Gruppe aus 4 Tourengängern rund 12 Stunden über den Gletscher und verbrachten schließlich ohne Schutz bei eisigen Temperaturen in einem Notbiwak die Nacht. Die rettende Cabane des Vignettes war nur 500 Meter Luftlinie entfernt. Erst am nächsten Morgen, als das Wetter besser wurde, entdeckte eine Gruppe, die sich nach Zermatt aufmachte, die Überlebenden. In einer grossangelegten Rettungsaktion mit insgesamt 7 Helikoptern wurden die Alpinisten ausgeflogen.

### Unglück vom 9. März 2024
Am 9. März 2024 starben sechs Personen auf einer Skitour Richtung Tête Blanche. Nachdem um 17.19 Uhr am gleichen Tag ein Notrufsignal empfangen wurde, war bei einsetzendem Sturm kein Helikoptereinsatz möglich. Von Zermatt aus aufsteigende Retter mussten auf etwa 3000 Meter Höhe wegen schlechten Wetters und Lawinengefahr umkehren. Am 10. März gegen 18.30 Uhr konnten sich zwei nahe der Dent-Blanche-Hütte abgesetzte Retter, ein Arzt und ein Polizist, zum Standort der Gruppe vorarbeiten. Fünf der sechs Personen wurden dort verstreut im Gelände tot aufgefunden. Sie erfroren, vermutlich orientierungslos in der Höhe, nach dem vergeblichen Versuch, zum Schutz eine Schneehöhle zu bauen. Die Leiche der sechsten Teilnehmerin, einer jungen Frau aus Freiburg, wurde am 10. August 2024 auf dem Gletscher Tete Blanche von  einer Hubschrauberpatroullie  gefunden.

## Film
- Zwei Jahre Recherche und modernste Technik für den «DOK»-Film «Todesfalle Haute Route – Rekonstruktion eines Dramas». Koproduktion von SRF, SRG SSR, ServusTV und Arte, 2023. Das Reenactment wurde von Spiegel TV produziert.
- Abenteuer Alpen – Die Skitour des Lebens. SRF, 2021.
- «Haute Route» – Das Drama. SRF, 2018.
- Todesfalle Haute Route – Rekonstruktion eines Dramas. SRF, 2023